# 2009年國家聯盟分區賽
2009年國家聯盟分區賽是國家聯盟季後賽第一輪，採用的是5戰3勝制，勝出的2支球隊將參與國聯冠軍賽。從2009年10月7日起，最晚到10月13日止，3支國聯分區冠軍和1支外卡球隊將參與此次賽事。參賽的4支球隊是：
- 洛杉磯道奇（國聯西區冠軍，95勝67敗）（3）對上聖路易紅雀（國聯中區冠軍，91勝71敗）（0）
- 費城費城人（國聯東區冠軍，93勝69敗）（3）對上科羅拉多洛磯（外卡資格，92勝70敗）（1）